# Batalla de Íbera
La batalla de Íbera tuvo lugar en la primavera del año 215 a. C., entre Asdrúbal Barca y los hermanos Publio y Cneo Cornelio Escipión, en las proximidades de Íbera, al sur del río Ebro.

## Antecedentes
Los romanos, bajo el mando de  Cneo Cornelio Escipión, se habían establecido en la zona después de su victoria en la batalla de Cissa en 218 a. C. y la expedición de Asdrúbal Barca para expulsarlos había terminado con la derrota del contingente hispánico del ejército cartaginés en la batalla del Río Ebro en 217 a. C.

## La batalla
Asdrúbal Barca envió una nueva expedición en 215 a. C. derrotada en la batalla de Íbera cuando el centro de la línea púnica se colapsó.

## Consecuencias
La derrota impidió a los cartagineses enviar refuerzos a Aníbal en un momento clave de la guerra y permitió a los romanos ganar la iniciativa en Hispania. Los hermanos Escipión continuaron con su política de sometimiento de las tribus hispanas y saqueo de las posesiones cartaginesas. Asdrúbal Barca, al perder gran parte de su infantería, tuvo que reforzarse con el ejército que estaba preparado para navegar en refuerzo de Aníbal.
Gracias a esta victoria, los hermanos Escipión ayudaron indirectamente a sus compatriotas que luchaban en Italia, evitando que la situación empeorara más de cómo había quedado después de la batalla de Cannas, al tiempo que mejoraban su propia situación en Hispania.
Tácticamente, la batalla de Íbera demuestra los riesgos que se asumen al implementar una táctica de tenaza.